# Catedral de San Pablo de Melbourne

Armas del primado anglicano de Australia

La catedral de San Pablo de Melbourne (en inglés: Saint Paul's Cathedral, Melbourne) es una catedral anglicana en Australia, que pertenece a la denominada iglesia de Inglaterra, siendo la sede de la diócesis y del arzobispo de Melbourne.